# Harry Dennis
Harold T. "Harry" Dennis (sinh năm 1903) là một cầu thủ bóng đá thi đấu ở vị trí hậu vệ cho Newark Town, Grantham Town, Huddersfield Town và Southend United. Ông sinh ra ở Romsey, Hampshire.